# 빌라 보르게세

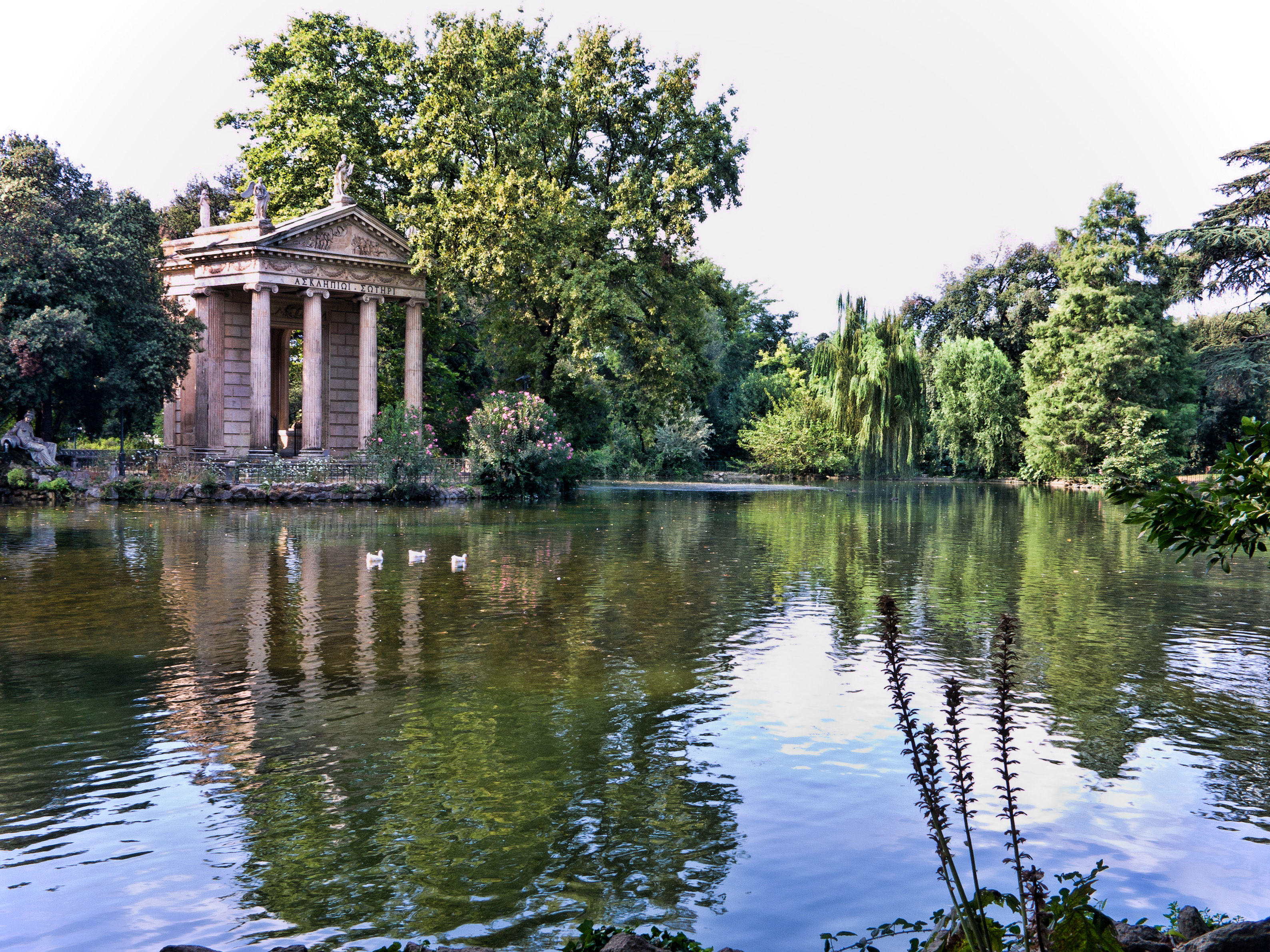
빌라 보르게세

빌라 보르게세(이탈리아어: Villa Borghese)는 이탈리아 로마에 있는 공원이다. 테르미니 역에서 20분 거리에 있으며 로마에서 가장 큰 공원이다. 보르게세 미술관이 위치해있다.